# سماء
سماء، روستایی است از توابع بخش کجور شهرستان نوشهر در استان مازندران ایران.

## جمعیت
این روستا در دهستان پنجک‌رستاق قرار دارد و براساس سرشماری مرکز آمار ایران در سال ۱۳۸۵، جمعیت آن ۴۱۸ نفر (۱۱۴خانوار) بوده‌است. مردم سما از قومیت طبری هستند. مردم سما به زبان طبری و گویش کجوری سخن می‌گویند.